# Urax förlag
Urax förlag var ett svenskt bokförlag med inriktning på bilderböcker.
Förlaget startades i början av 2012 och de första böckerna kom ut i september samma år. Förlaget lades ner 2018. Förlaget drevs av Ellen Karlsson, Ebba Billengren och Johanna von Horn som tillsammans även driver barnbokhandeln Bokslukaren på Mariatorget i Stockholm. Förlagets namn Urax är taget från Barna Hedenhös, en bokserie som förlaget gav ut.
Förlaget gav ut cirka 10 titlar per år. Tre av de utgivna titlarna har nominerats till Augustpriset i barn- och ungdomskategorin: Maximilian och Minimilian (2013) av Klara Persson, Jag blir en bubbla som blir ett monster som blir ett barn (2014) av Malin Axelsson samt Idag vet jag inte vem jag är (2016) av Ida Sundin Asp.